# Claudia Ramírez
Pour les articles homonymes, voir Ramírez.
Claudia Ramírez est une actrice mexicaine née le 30 juillet 1964 à Minatitlán dans l'État de Veracruz au Mexique.

## Vie et carrière
Elle voue principalement sa carrière à des rôles dans les telenovelas mexicaines.

## Filmographie
Cinéma
- 1984 : Dune : une Fremen
- 1991 : Uniquement avec ton partenaire : Clarisa Negrete

Telenovelas
- 1983 : La fiera : Dependienta
- 1991 : La Pícara Soñadora : Rosa Fernández García
- 1996 : Te sigo amando, d'après La que no podía amar
- 2012 : Infames : María Eugenia Tequida
- 2012 : Rosa diamante : Raquel Altamirano
- 2012 : El color de la pasión : Rebeca Murillo Rodarte de Gaxiola
- 2015 : Lo imperdonable : Magdalena "Malena" de Botel
- 2016 : El hotel de los secretos : Cecilia Gaitán
- 2017-2018 : Sin tu mirada : Prudencia Arzuaga de Ocaranza
- 2018 : La jefa del campeón : Nadia Padilla de Linares
- 2021 : Fuego ardiente : Irene Ferrer
- 2021 : Qui a tué Sara ? : Mariana Lazcano

## Théâtre
- 2014 : Le Bizarre Incident du chien pendant la nuit

## Nominations et récompenses
- Premios TVyNovelas 1998 : nommée au prix de la meilleure actrice pour Te sigo amando
- Premios TVyNovelas 2015 : nommée au prix de la meilleure actrice antagoniste pour El color de la pasión[2]
- Premios TVyNovelas 2018 : nommée au prix de la meilleure actrice co-vedette pour Sin tu mirada[3]